# Harry och kammartjänaren
Harry och kammartjänaren (danska: Harry og kammertjeneren) är en dansk komedifilm från 1961 i regi av Bent Christensen.

## Utmärkelser
Filmen vann Bodilpriset för bästa danska film 1962.

## Rollista i urval
- Osvald Helmuth - Harry Adamsen, tillsynsman
- Ebbe Rode - kammartjänaren Fabricius
- Gunnar Lauring - "Biskopen"
- Henning Moritzen - "Furst Igor"
- Lise Ringheim - Magdalene
- Palle Kirk - "Heisenberg"
- Olaf Ussing - Krause, bilkyrkogårdsägare
- Lily Broberg - Trine, värdshusvärdinna
- Aage Fønss - Fabricius kollega
- Ejner Federspiel - Fabricius kollega
- Einar Reim - Mink, chefsbetjänt
- Emil Hallberg - Viggo
- Valsø Holm - Meyer, grönsakshandlare
- Kirsten Jacobsen - Else, servitris
- Hartvig Bendix - gatusångaren
- Aage Winther-Jørgensen - Orla